# Greg Ray
Pas d'image ? Cliquez ici
Greg Ray, né le 3 février 1966 à McKinney, est un pilote automobile américain. Il remporte notamment l'Indy Racing League en 1999.

## Biographie
Greg Ray commence la compétition automobile en 1991 dans des championnats organisés par le Sports Car Club of America (SCCA). En 1992, dès sa première saison complète, il remporte l'US F2000 National Championship en American Continental Championship (ACC),. En 1993, toujours dans un championnat du SCCA, la Formula Atlantic, il s'impose dès sa première saison. En 1994, il rejoint l'Atlantic Championship, antichambre du CART. Il termine troisième du championnat avec trois victoires, toutes en début de saison. Après une année d'absence, il réapparait en 1996 en Indy Lights, mais monte une seule fois sur le podium d'une course.
En 1997, il rejoint l'Indy Racing League, et obtient pour meilleur résultat une huitième place au Texas Motor Speedway. L'année suivante, il termine deuxième sur ce même circuit, à moins d'une seconde de la victoire, après un problème mécanique dans le dernier tour. En 1999, il rejoint Team Menard. Malgré des pole positions, il n'arrive pas à concrétiser en course en début d'année. De nouveau deuxième au Texas, il remporte sa première victoire en IRL sur le Pikes Peak International Raceway puis enchaîne à Dover et encore Pikes Peak. Ces trois victoires, couplées à deux autres podiums au Texas, lui permettent d'être sacré champion devant le tenant du titre Kenny Bräck.
En 2000, la saison est plus compliquée pour Greg Ray. Il signe la pole à l'occasion des 500 miles d'Indianapolis, mais abandonne après un tiers de course. Malgré six pole positions en neuf courses, il ne termine qu'une fois sur le podium, à l'occasion de sa victoire à Atlanta. En 2001, toujours avec Menard, il réalise quatre pole positions et gagne seulement à Atlanta. Pour la dernière course de l'année, il rejoint A. J. Foyt Enterprises. Sans volant pour la saison 2002, il remplace Eliseo Salazar, blessé, chez Foyt, à partir d'Indianapolis. Il ne termine pas une course dans le top 10.
En 2003, sans volant, il crée sa propre équipe, Access Motorsports, motorisée par Honda. Il termine à six reprises dans le top 10, réalisant son meilleur résultat aux 500 miles d'Indianapolis en se classant huitième. Il engage à nouveau sa propre équipe en 2004, et se classe à deux reprises dans le top 10. Avant la manche du Kansas Speedway, par manque de sponsors, il déclare forfait et prend sa retraite en sport automobile. Depuis, il dirige une entreprise familiale de vente de bateaux au Texas.

## Résultats en compétition automobile
- Champion en US F2000 National Championship en American Continental Championship en 1992
- Champion de Formula Atlantic en 1993
- 3e d'Atlantic Championship en 1994 (trois victoires)
- 12e d'Indy Lights en 1996 (un podium)
- 29e d'Indy Racing League en 1997
  - Abandon aux 500 miles d'Indianapolis en 1997
- 21e d'Indy Racing League en 1998 (un podium)
  - Abandon aux 500 miles d'Indianapolis en 1998
- Champion d'Indy Racing League en 1999 (trois victoires)
  - Abandon aux 500 miles d'Indianapolis en 1999
- 13e d'Indy Racing League en 2000 (une victoire)
  - Abandon aux 500 miles d'Indianapolis en 2000 (pole position)
- 18e d'Indy Racing League en 2001
  - 17e aux 500 miles d'Indianapolis en 2001
- 23e d'Indy Racing League en 2002
  - Abandon aux 500 miles d'Indianapolis en 2002
- 15e d'IndyCar Series en 2003
  - 8e aux 500 miles d'Indianapolis en 2003
- 23e d'IndyCar Series en 2003
  - Abandon aux 500 miles d'Indianapolis en 2004